# Oliganthorhynchidae
Oliganthorhynchidae är en familj av hakmaskar. Oliganthorhynchidae ingår i klassen Archiacanthocephala, fylumet hakmaskar och riket djur.
Oliganthorhynchidae är enda familjen i klassen Archiacanthocephala.